# 완주 용계산성
완주 용계산성(完州 龍溪山城)은 대한민국 전북특별자치도 완주군 운주면 금당리에 있는 삼국시대의 산성이다. 2000년 12월 29일 전북특별자치도의 문화재자료 제175호로 지정되었다.

## 개요
이 산성은 천등산에서 남쪽으로 뻗어내린 산줄기를 돌로 에워싼 형태로서 둘레는 493m 정도이다.
성은 서쪽 골짜기를 따라 ㄷ자형으로 축성한 포곡식(包谷式)인데 험준한 절벽을 이루고 있는 동벽은 능선을 따라 외벽만 쌓고, 다른 지역은 내외를 쌓은 협축(夾築)으로서 남벽의 성벽높이는 내벽 2.2m, 외벽 4m, 폭 4.3m 내외이다.
성벽의 남동쪽 모서리에는 우루대(隅樓臺)가 돌출되어 있으며, 서쪽에서는 수구지가 확인되었다.
『동국여지승람(東國與地勝覽)』 ‘고산고적조(高山古蹟條)’와 『문헌비고(文獻備考)』 ‘고산조(高山條)’에는 둘레 1,014척으로서 백제시대에 쌓은 것으로 기록되어 있다.
성의 내부에는 건물터가 자리하고 있는데 돗자리무늬가 찍힌 백제시대 기와 및 토기편들이 수습되었다.

## 참고 자료
- 용계산성 - 국가유산청 국가유산포털